# Teg (musikalbum)
Teg är Final Exits debutalbum, utgivet av Desperate Fight Records 1995. I USA distribuerades skivan av Victory Records.

## Låtlista[1]
Musiken på alla låtar är skriven av Final Exit. Där inte annat anges är texterna skrivna av Dave Exit.
1. "Revenge" - 1:24
2. "True 'Til Maturity" - 0:16
3. "Talk Behind My Back" - 1:56
4. "Flame of My Conviction" - 1:29
5. "This Time" - 1:01
6. "Respect" - 1:24
7. "NC-SXE" - 0:49 (text: XdiceX)
8. "Scene Pride" - 1:14
9. "One Weak Link" - 0:31
10. "Wedge of Ignorance" - 1:24
11. "Higher Form of Killing" - 0:35
12. "Purpose" - 1:06
13. "Molded" - 2:19
14. "Mutilated Scumbag" - 0:16
15. "The Beginning" - 2:10

## Personal[1]
- Burt III - fotografi
- Dave Exit - sång
- D-rp - bas
- Johnny Death Dahlroth - fotografi
- Kid Stone - gitarr
- M-le - fotografi
- Mike B. - fotografi
- Pelle Gun - inspelning
- Sara Aim - fotografi
- Sean Bonner - layout
- SxE Guile - trummor
- XcruiserX - layout
- XjanpeterX - fotografi